# Roberto Maytín
Roberto Maytín (Valencia, 2 gennaio 1989) è un ex tennista venezuelano.
Specialista del doppio, ha disputato una finale nel circuito maggiore e ha vinto diversi titoli nei circuiti minori. Il suo miglior ranking ATP è stato l'86º posto nel giugno 2015. Ha fatto il suo esordio nella squadra venezuelana di Coppa Davis nel 2007.
La sua carriera ha avuto fine nel marzo 2021, quando è stato squalificato per 14 anni dall'International Tennis Integrity Agency dopo che aveva ammesso di aver violato in più occasioni norme del Programma anticorruzione del tennis.

## Carriera

### Nelle categorie giovanili
Si mette in luce giovanissimo nel 2003 vincendo il singolare al prestigioso Orange Bowl Junior riservato agli Under 14 superando in tre set Kei Nishikori in finale. L'anno prima aveva esordito nell'ITF Junior Circuit e nel 2003 vince anche due titoli in doppio in questa categoria in tornei minori venezuelani. Giocherà nel circuito juniores fino al 2007 vincendo in totale 8 tornei, di cui 5 di Grade 1, tutti in doppio, mentre in singolare disputerà solo alcune finali. Nel 2004 fa parte della squadra venezuelana che esce nel round-robin alle fasi finali di Coppa Davis Junior.
Anche i migliori risultati nei tornei di Grade A arrivano in doppio, con le semifinali al Banana Bowl nel 2005 e all'Orange Bowl Under 18 nel 2006, e i quarti di finale agli US Open 2006, risultati con cui nel gennaio 2007 arriva al 22º posto mondiale, il suo miglior ranking di categoria. Il 2007 è il suo ultimo anno da juniores, e si mette in luce ancora in doppio disputando la sua unica finale in un Grade A alla Copa Gerdau e i quarti di finale a Wimbledon.

### Tra i professionisti
Fa il suo esordio nell'ITF Men's Circuit nel 2006 e subito dimostra di essere più competitivo in doppio vincendo i primi due tornei ITF disputati al Futures Venezuela F1 e al Futures Venezuela F2. Negli anni successivi continua a raccogliere successi in doppio nei tornei ITF, mentre in singolare non vincerà mai alcun titolo in carriera, limitandosi a raggiungere tre finali ITF tra il 2007 e il 2011.
Nel 2007 fa il suo esordio in Coppa Davis nella sfida che il Venezuela perde 5-0 contro il Messico, venendo schierato in doppio e nella sua unica apparizione in singolare in carriera. Vincerà il suo primo incontro in Davis l'anno successivo quando il Venezuela sconfigge El Salvador per 4-1.
Rimane inattivo per tutto il 2009 e a ottobre esce dal ranking; torna alle competizioni nel giugno 2010 e dopo aver disputato il primo torneo si ferma di nuovo. Rientra nel febbraio 2011 solo per un incontro di Coppa Davis, torna a giocare a giugno e subito si aggiudica un torneo ITF, il primo dopo quello vinto al Futures Venezuela F9 nell'ottobre 2008. Dopo un nuovo stop di due mesi, a settembre fa la sua prima esperienza nell'ATP Challenger Tour e raggiunge le semifinali a Tulsa in coppia con John Peers. Subito dopo segue un altro periodo di inattività.
Nei 2012 gioca solo due incontri di Coppa Davis e due tornei ITF, torna definitivamente alle competizioni nel giugno 2013 e in quello scorcio di stagione disputa 11 finali ITF vincendone 6. Riprende inoltre a giocare nei Challenger e a fine anno abbandona i tornei ITF, dopo aver vinto 17 titoli. Nel marzo del 2014 vince il primo torneo Challenger in carriera a Salinas in coppia con Fernando Romboli, con il successo in finale su Hugo Dellien / Eduardo Schwank per 6-3, 6-4, risultato con cui entra per la prima volta nella top 200 del ranking. A giugno vince a Padova il suo secondo titolo Challenger in coppia con Andrés Molteni. Perde le due finali Challenger successive e a settembre sale alla 135ª posizione mondiale.
Nel 2015 disputa altre 5 finali Challenger e vince quelle al Santo Domingo Open e al Campeonato Internacional de Santos. A maggio fa il suo ingresso nella top 100 e il mese successivo arriva all'86ª posizione mondiale, che rimarrà il suo miglior ranking in carriera. Sempre nel 2015 fa il suo esordio nel circuito maggiore a Quito, ed esce al primo turno. Vince il suo primo incontro ATP in aprile a Nizza e a giugno debutta in una prova del Grande Slam a Wimbledon con una sconfitta al primo turno.
Dopo il torneo londinese ha inizio un nuovo periodo di inattività. Rientra nel circuito a fine gennaio 2016 e non ripete i successi di inizio 2015, a maggio scende alla 298ª posizione ATP. Risale nella top 200 grazie ai due Challenger consecutivi vinti a giugno a Fürth e a Mosca in coppia con Facundo Argüello. Supera poi le qualificazioni a Wimbledon con Marcelo Arévalo e come l'anno precedente esce di scena al primo turno. Prende parte ad altri tre eventi e a settembre si prende una nuova lunga pausa con cui esce di nuovo dal ranking.
Torna a giocare nel luglio 2017, il 5 agosto disputa la sua prima finale in carriera in un torneo ATP al Los Cabos Open, e in coppia con Sergio Galdós viene sconfitto da Juan Sebastián Cabal / Treat Conrad Huey per 2-6, 3-6. Nei successivi tornei Challenger non consegue risultati significativi e a fine anno riprende a giocare per un breve periodo i tornei ITF. Nel 2018 torna a impegnarsi con costanza nei tornei Challenger e raggiunge 5 finali, vincendo quelle di San Francisco, Cuernavaca, Lexington e Las Vegas, e a novembre risale alla 120ª posizione.
Come nella stagione precedente, anche nel 2019 gioca con continuità nel circuito Challenger e vince 4 delle 5 finali disputate, imponendosi a Tallahassee, Savannah, Columbus e a settembre vince l'ultimo torneo in carriera a Tiburon. Nel corso della stagione gioca anche il suo ultimo incontro ATP in carriera a Delray Beach, uscendo al primo turno.

## Problemi di salute e squalifica
Ha quindi inizio per Maytin uno dei periodi più difficili della sua vita, alla fine del 2019 gli viene diagnosticato un cancro ai testicoli e deve sottoporsi a un intervento chirurgico e alla chemioterapia. Nel marzo 2020 gli viene inoltre asportato il rene sinistro con una nuova operazione. Ad agosto annuncia la ripresa degli allenamenti con il proposito di rientrare a giocare a Wimbledon nel 2021.
Era nel frattempo finito sotto le indagini dell'International Tennis Integrity Agency (ITIA, organizzazione che vigila sulla corruzione nel mondo del tennis) per aver commesso tra il 2017 e il 2018 diverse violazioni alle norme del Programma anticorruzione. Maytin ammette di aver commesso i reati a lui imputati dall'ITIA, che il 31 marzo 2021 lo riconosce colpevole di avere alterato risultati degli incontri dietro compenso e lo squalifica per 14 anni infliggendogli inoltre una multa di 100.000 dollari, dei quali 75.000 gli vengono sospesi. Gli viene inoltre proibito per lo stesso periodo di allenare e presenziare a qualsiasi torneo autorizzato dagli organi direttivi del tennis.

## Statistiche

### Doppio

#### Finali perse (1)
| Legenda              |
| Grande Slam (0)      |
| ATP Finals (0)       |
| ATP Masters 1000 (0) |
| ATP Tour 500 (0)     |
| ATP Tour 250 (1)     |

| N. | Data          | Torneo                    | Superficie | Compagno      | Avversari in finale                    | Punteggio |
| 1. | 5 agosto 2017 | Los Cabos Open, Los Cabos | Cemento    | Sergio Galdós | Juan Sebastián Cabal Treat Conrad Huey | 2–6, 3–6  |

### Tornei Challenger

#### Doppio

##### Vittorie (14)
| N.  | Data              | Torneo                                        | Superficie  | Compagno                | Avversari in finale                    | Punteggio              |
| 1.  | 2 marzo 2014      | Challenger Salinas, Salinas                   | Terra rossa | Fernando Romboli        | Hugo Dellien Eduardo Schwank           | 6–3, 6–4               |
| 2.  | 28 giugno 2014    | Padova Challenger, Padova                     | Terra rossa | Andrés Molteni          | Guillermo Durán Máximo González        | 6–2, 3–6, [10–8]       |
| 3.  | 14 febbraio 2015  | Santo Domingo Open, Santo Domingo             | Terra verde | Hans Podlipnik-Castillo | Romain Arneodo Benjamin Balleret       | 6–3, 2–6, [10–4]       |
| 4.  | 25 aprile 2015    | Campeonato Internacional de Santos, Santos    | Terra rossa | Máximo González         | Andrés Molteni Guido Pella             | 6–4, 7–6(4)            |
| 5.  | 4 giugno 2016     | Franken Challenge, Fürth                      | Terra rossa | Facundo Argüello        | Andrej Martin Tristan-Samuel Weissborn | 6–3, 6–4               |
| 6.  | 11 giugno 2016    | Moskow Challenger, Mosca                      | Terra rossa | Facundo Argüello        | Aleksandre Metreveli Dmitry Popko      | 6–2, 7–5               |
| 7.  | 23 febbraio 2018  | Kunal Patel San Francisco Open, San Francisco | Cemento (i) | Marcelo Arévalo         | Luke Bambridge Joe Salisbury           | 6–3, 6(5)–7, [10–7]    |
| 8.  | 23 febbraio 2018  | Morelos Open, Cuernavaca                      | Cemento     | Fernando Romboli        | Evan King Nathan Pasha                 | 7–5, 6–3               |
| 9.  | 4 agosto 2018     | Lexington Challenger, Lexington               | Cemento     | Robert Galloway         | Joris De Loore Marc Polmans            | 6–3, 6–1               |
| 10. | 27 ottobre 2018   | Las Vegas Challenger, Las Vegas               | Cemento     | Marcelo Arévalo         | Robert Galloway Nathan Pasha           | 6–3, 6–3               |
| 11. | 27 aprile 2019    | Tallahassee Tennis Challenger, Tallahassee    | Terra verde | Fernando Romboli        | Thai-Son Kwiatkowski Noah Rubin        | 6–2, 4–6, [10–7]       |
| 12. | 4 maggio 2019     | Savannah Challenger, Savannah                 | Terra verde | Fernando Romboli        | Manuel Guinard Arthur Rinderknech      | 6(5)–7, 6–4, [11–9]    |
| 13. | 15 giugno 2019    | Columbus Challenger, Columbus                 | Cemento (i) | Jackson Withrow         | Hans Hach Donald Young                 | 6(4)–7, 7–6(2), [10–5] |
| 14. | 28 settembre 2019 | Tiburon Challenger, Tiburon                   | Cemento     | Robert Galloway         | Darian King JC Aragone                 | 6–2, 7–5               |

##### Finali perse (8)
| N. | Data             | Torneo                               | Superficie  | Compagno                  | Avversari in finale                         | Punteggio           |
| 1. | 9 agosto 2014    | TK Sparta Praga Challenger, Praga    | Terra rossa | Miguel Ángel Reyes Varela | Toni Androić Andrej Kuznecov                | 5–7, 5–7            |
| 2. | 6 settembre 2014 | Open Medellin, Medellín              | Terra rossa | Andrés Molteni            | Austin Krajicek César Ramírez               | 3–6, 5–7            |
| 3. | 22 novembre 2014 | Lima Challenger, Lima                | Terra rossa | Marcelo Demoliner         | Sergio Galdós Guido Pella                   | 3–6, 1–6            |
| 4. | 21 febbraio 2015 | Morelos Open, Cuernavaca             | Cemento     | Emilio Gómez              | Ruben Gonzales Darren Walsh                 | 6–4, 3–6, [10–12]   |
| 5. | 9 maggio 2015    | Open Cali I, Cali                    | Terra rossa | Emilio Gómez              | Marcelo Demoliner Miguel Ángel Reyes Varela | 1–6, 2–6            |
| 6. | 12 giugno 2015   | TK Sparta Praga Challenger, Praga    | Terra rossa | Miguel Ángel Reyes Varela | Mateusz Kowalczyk Igor Zelenay              | 2–6, 6(5)–7         |
| 7. | 13 luglio 2018   | Winnetka USTA Championship, Winnetka | Cemento     | Christopher Rungkat       | Jeevan Nedunchezhiyan Austin Krajicek       | 7–6(4), 4–6, [5–10] |
| 8. | 3 agosto 2019    | Lexington Challenger, Lexington      | Cemento     | Jackson Withrow           | Diego Hidalgo Martin Redlicki               | 2–6, 2–6            |